# Deraeocoris triannulipes
Deraeocoris triannulipes är en insektsart som beskrevs av Knight 1921. Deraeocoris triannulipes ingår i släktet Deraeocoris och familjen ängsskinnbaggar.

## Underarter
Arten delas in i följande underarter:
- D. t. flavisignatus
- D. t. triannulipes